# Phloiophilus edwardsii
Phloiophilus edwardsii is een keversoort uit de familie winterweekschilden (Phloiophilidae). De wetenschappelijke naam van de soort werd, tegelijk met die van het geslacht, in 1830 gepubliceerd door James Francis Stephens. Het is de enige soort in het geslacht Phloiophilus en de familie winterweekschilden.
Stephens nam de naam van het geslacht en die van de soort over uit een manuscript van George Robert Waterhouse. Die vernoemde de soort naar T.W. Edwards, die een exemplaar verzamelde op een rottende iep in Kensington Gardens.
De kever is vrij eenvoudig te herkennen aan de drie sterk verdikte sprietleden aan het eind van de antennen.
De soort komt verspreid maar vrij zeldzaam voor in Europa. Het is een kevertje van ongeveer 3 mm lang, actief in de winter. In Nederland is het gevonden op boomstammen in de Kaaistoep (periode 1998–2001).